# Marc Lamborelle
Marc Lamborelle (Lussemburgo, 13 ottobre 1971) è un ex calciatore lussemburghese, di ruolo difensore.

## Palmarès

### Club

#### Competizioni nazionali
- Division Nationale: 5

Jeunesse Esch: 1994-95, 1995-96, 1996-97, 1997-98, 1998-99
- Coppa del Lussemburgo: 3

Jeunesse Esch: 1996-97, 1998-99, 1999-00